# Thomas A. Schmitz
Thomas A. Schmitz (* 19. März 1963 in Bardenberg) ist ein deutscher Klassischer Philologe.

## Leben
Nach dem Abitur am Heilig-Geist-Gymnasium in Würselen studierte Schmitz von 1984 bis 1991 Klassische Philologie, Romanistik und Vergleichende Literaturwissenschaft an der Universität Bonn, der Sorbonne und der Harvard University. 1991 wurde er in Bonn mit einer Dissertation über die Rezeption des Dichters Pindar in der französischen Renaissance-Literatur promoviert. Nach einem PostDoc-Stipendium an der Sorbonne arbeitete er von 1992 bis 1999 als Wissenschaftlicher Assistent von Ernst-Richard Schwinge an der Universität Kiel, wo er sich 1996 mit einer Schrift über die soziale und politische Funktion der Zweiten Sophistik habilitierte. 1997 hielt er sich als Visiting Scholar an der Harvard University auf.
1999 wurde Schmitz auf den Lehrstuhl für Klassische Philologie (Schwerpunkt Gräzistik) an der Johann Wolfgang Goethe-Universität Frankfurt am Main berufen. 2003 wechselte er auf den entsprechenden Lehrstuhl der Universität Bonn. 2014/15 war er Visiting Professor an der Stanford University.

## Schriften
- Pindar in der französischen Renaissance: Studien zu seiner Rezeption in Philologie, Dichtungstheorie und Dichtung (= Hypomnemata. Untersuchungen zur Antike und zu ihrem Nachleben. Band 101). Vandenhoeck & Ruprecht, Göttingen 1993.
- Bildung und Macht: Zur sozialen und politischen Funktion der zweiten Sophistik in der griechischen Welt der Kaiserzeit (= Zetemata. Band 97). C. H. Beck, München 1997.
- Moderne Literaturtheorie und antike Texte. Eine Einführung. Wissenschaftliche Buchgesellschaft, Darmstadt 2002.
  - Englische Übersetzung: Modern literary theory and ancient texts: an introduction. Blackwell, Oxford 2007.
- Sophokles Elektra. Herausgegeben, übersetzt und kommentiert. Walter de Gruyter, Berlin/Boston 2016.